# Anselm Ahlfors
Anselm Ahlfors   (Kotka, 29 de desembre de 1897 - Jyväskylä, 13 d'agost de 1974) va ser un lluitador finlandès, especialista en lluita grecoromana, que va competir durant la dècada de 1920.
El 1924 va prendre part en els Jocs Olímpics de París, on guanyà la medalla de plata en la competició del pes gall del programa de lluita. Quatre anys més tard, als Jocs d'Amsterdam, fou setè en la competició del pes gall del programa de lluita. A nivell nacional guanyà dos títols, el 1924 en pes gall i el 1926 en pes ploma.